# Грушецкий, Николай Михайлович
Николай Михайлович Грушецкий (1863, Санкт-Петербург — май 1911, Курск) — архитектор-художник, член-корреспондент Императорского общества архитекторов (к 1904). Окончил Императорскую Академию художеств в Санкт-Петербурге. Работал в стиле модернизм и русском стиле.

## Биография
Окончил Императорскую Академию художеств в Санкт-Петербурге, в которой учился с 1884 года. Окончил курс наук в 1889 г.
Начиная с 1897, занимал должности Курского городского архитектора, Курского епархиального архитектора, епархиального архитектора северо-западных уездов Курской губернии. Коллежский асессор (к 1899), член-корр. Императорского общества архитекторов (к 1904).
Работал в стиле модерн и русском стиле.

## Работы вКурске
- Проект изменения главного фасада городского театра (ок. 1901) (Изображение театра- ).
- Проект церковно-приходской школы при Троицкой церкви на ул. Сергиевской, 13/1 (ок. 1901).
- Проект Курского епархиального училища на ул. Скорняковской (1904) и др.

## Работы вКурской губернии
- Проект каменной церкви Михаила Архангела в с. Глебово Фатежского уезда (ок. 1902—1908).
- Проект каменной церкви в с. Поныри Фатежского уезда (1910) и др..

## Награды

### Медали
- в 1890 г. — 2 серебряные;
- в 1891 г. — 1 серебряная.

### Звания
19 сентября 1891 г. — звание классного художника 3 степени.